# Мостострой № 6
Мостострой № 6 (Общество с ограниченной ответственностью «Главный Мостостроительный Трест № 6») — советская и российская строительная компания.

## История
Компания основана в 31 августа 1945 года в Ленинграде как Мостовосстановительное управления Невско-Волховского бассейна для ремонта и строительства дорожно-мостовых сооружений на базе мостопоездов и других формирований накопивших большой опыт по возведению мостов в годы Великой Отечественной войны.
В 1955 году как «Мостострой № 6» управление перешло из ведения Министерства путей сообщения СССР в подчинение Министерства транспортного строительства СССР, а в 1962 году Управление «Мостострой-6» было переименовано в Мостостроительный трест № 6.
Главным направлением работы организации было строительство мостовых переходов и тоннелей в Ленинграде и в Северо-Западном регионе.

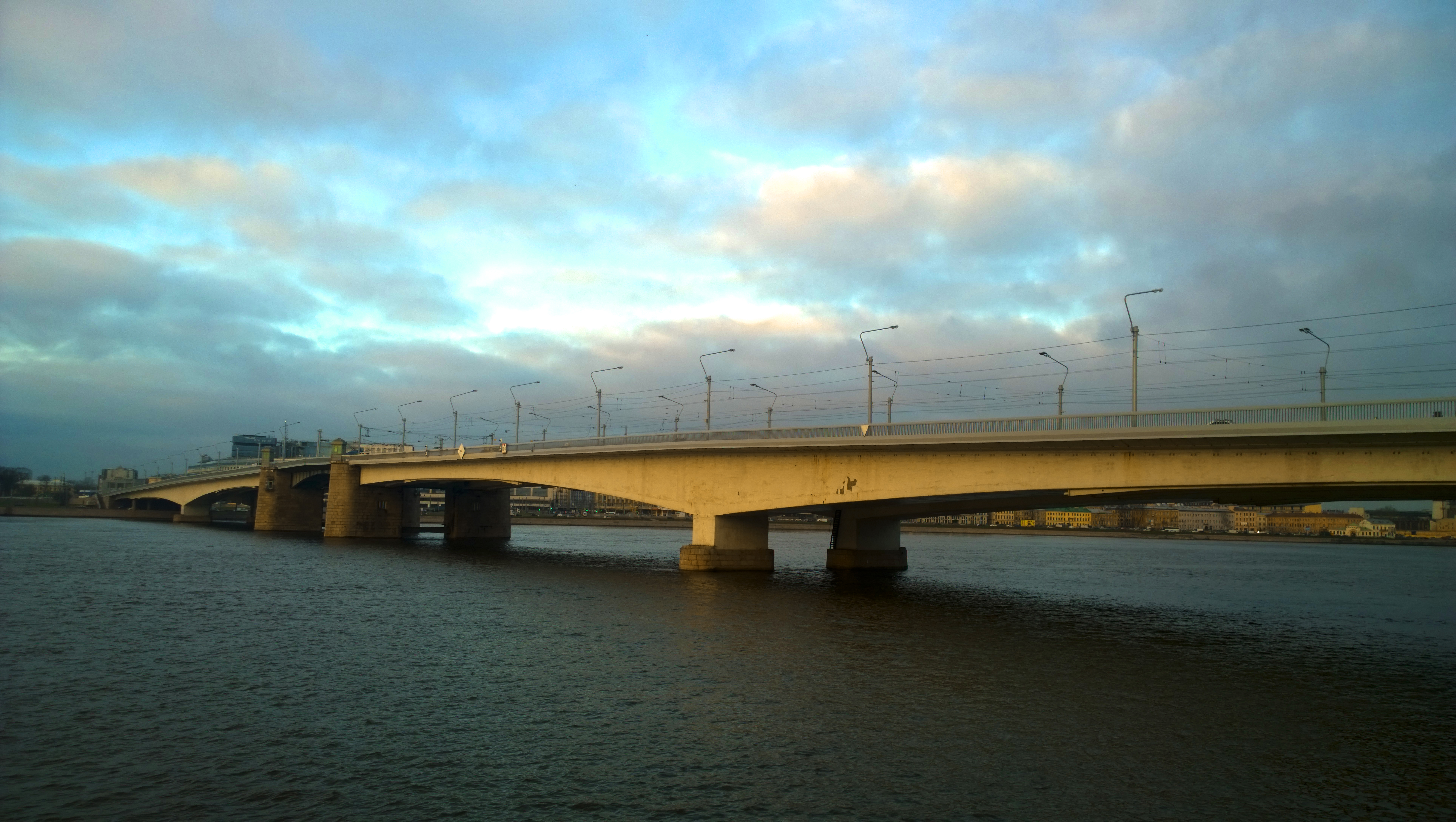
Мост Александра Невского, построен «Мостостроем № 6» в 1960-х годах

Силами треста были реконструированы Кировский и Литейны мосты, в 1960-е годы построен Мост Александра Невского в Ленинграде.
В начале 1970-х годов «Мостострой № 6» построил три насосные станции очистки городских стоков Ленинграда, каждая станция имела мощность до 1 млн м³ воды в сутки.
В 1978 году бригада Мостстроя приступила к строительству первого в России вантового моста. Он был построен в 1979 году в Череповце и получил название «Октябрьский мост»
Сегодня, 22 апреля 1970 года, в день 100-летия со дня рождения В. И. Ленина, бригада В. И. Батищева мостопоезда № 809 Ленинградского треста «Мостострой № 6», забив первую сваю, приступила к сооружению моста через реку Шексну в городе Череповце. — послание к потомкам, написанное на капсуле, заложенной в опору моста
В 1975 году трест приступил к строительству Канонерского тоннеля под Невой, который был открыт в 1983 году. В 1977—1982 годах был построен Ладожский мост.
В восьмую пятилетку бригада мостоотряда № 19 треста «Мостострой-6», возглавляемая лауреатом Государственной премии СССР монтажником В. Л. Александровым, досрочно сдала в эксплуатацию новый путепровод в поселке Лисий Нос, а мостоотряд № 9 треста «Мостострой-6» начал сооружать через реку Усу 1300-метровый мост, на тот момент самый крупный в европейской части страны.
В 1981 году «Мостострой № 6» был награждён Орденом Ленина «за большой вклад в развитие транспортной инфраструктуры Северо-Западного региона, внедрение передовых технологий и методов организации строительства», 20.03.1981 г..
В течение 27 лет — с 1963 по 1990 год — управляющим треста был Ю. А. Арьев.

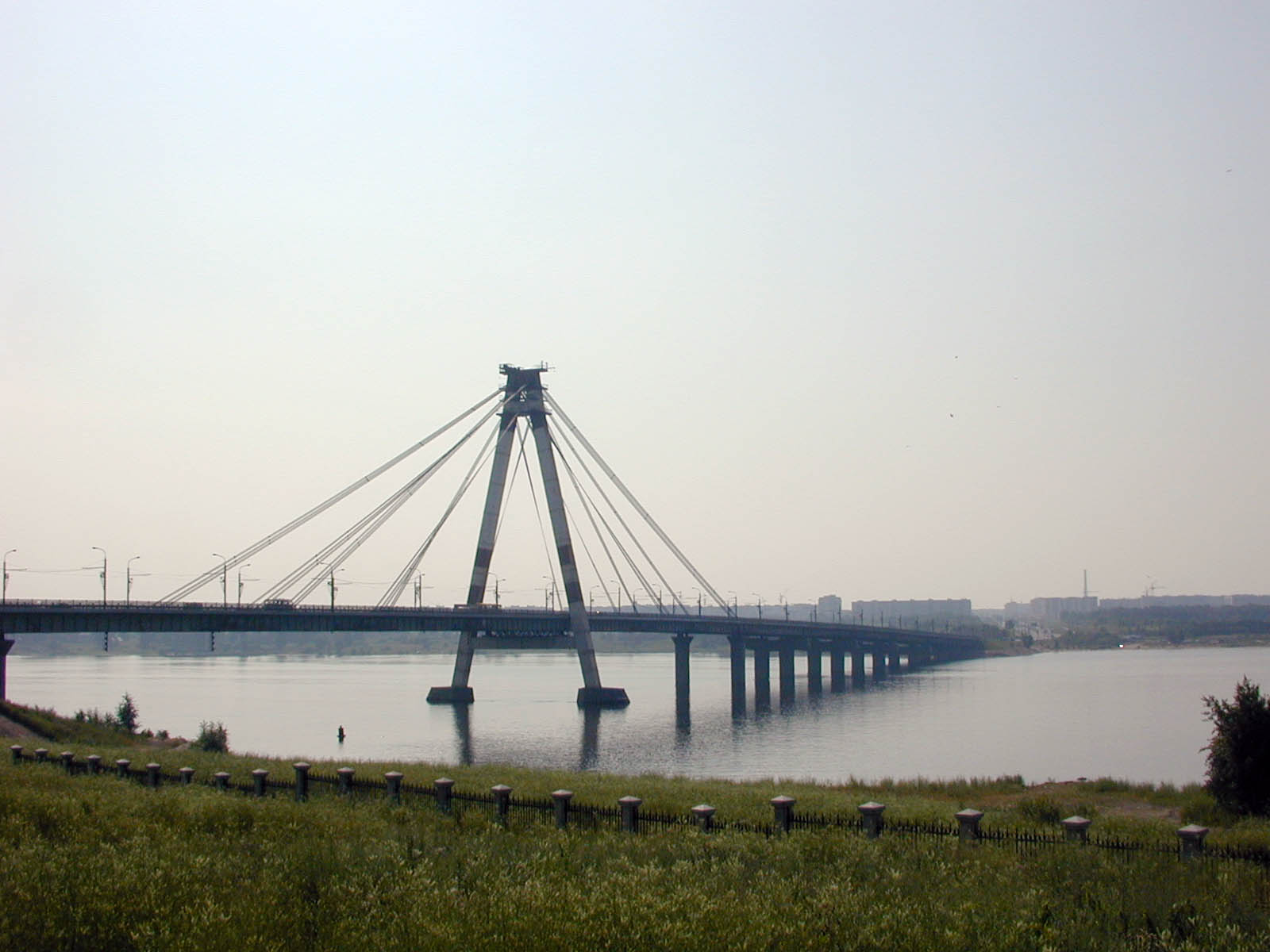
Октябрьский мост в Череповце — первый в СССР вантовый мост. Построен «Мостостроем № 6» в 1979 году

### После 1991 года
В 1992 году «Мостострой № 6» был преобразован в государственное предприятие, а в 1993 году — в акционерное общество, собственником которого был Комитет по управлению государственным имуществом Ленинградской области.
В 1993 году предприятие стало коммерческим
После 2014 года у компании возникли проблемы.
С января по апрель 2015 года 70 человек, работающих в филиале «Мостоотряд-11» на Уральской улице, были уволены. В апреле 2015 года было сокращено 60 человек, работающих в главном офисе компании, а в мае уволились 70 человек из филиала на набережной реки Фонтанки.
В марте 2015 года калининградские МУП «Водоканал» расторгло контракт на 1,3 млрд рублей по реконструкции очистных сооружений. Глава Калининграда Александр Ярошук пояснил расторжение контракта, выполненного на 95 % объекта, тем, что у города отсутствуют средства (около 1 миллиарда рублей) на испытания и запуск объекта
Летом 2015 года у компании с общим портфелем заказов на 11 миллиардов рублей начались финансовые сложности. В связи с этим ряд государственных контрактов были расторгнуты, а власти Санкт-Петербурга начали добиваться неустойки в судебном порядке. Одновременно с этим контрагенты «Мостостроя № 6» предъявили требования к компании на 3,4 миллиарда рублей. Самым крупным стало заявление Сбербанка на возврат кредита в 1,5 млрд рублей.
В августе 2015 года компания прекратила работы на всех своих объектах в Санкт-Петербурге. Спустя месяц стало известно о расторжении властями Санкт-Петербурга контрактов с «Мостостроем № 6» на 10,6 млрд рублей. В ноябре 2015 года банк «Глобэкс» предоставил кредит компании в 600 млн рублей, что позволило возобновить работы на всех объектах в городе.
В конце декабря 2015 года ликвидационная комиссия после анализа кредиторской и дебиторской задолженности приняла решение начать процедуру банкротства. При этом в начале месяца руководители компании создали фирму-двойника «ООО „Мостострой № 6“», которая имеет те же виды деятельности, что и основная компания. Его учредителем стал Алексей Федоров.
В марте 2016 года «Мостостроя № 6» был признан банкротом. В сентябре 2018 года имущество компании на общую сумму в 21,9 млн рублей было выставлено на торги.
Десятый апелляционный арбитражный суд в январе 2019 года постановил взыскать долги компании с членов совета директоров компании. По состоянию на 2019 года долги по реестру составляли порядка 7 млрд руб. Выплачивать долги акционеры будут пропорционально долям акций, которыми они владели.
В августе 2019 года прошли обыски у бывших руководителей компании по делу хищения 2,8 млрд рублей кредитных средств.

## Проекты
«Мостострой № 6» построил учебный корпус для Сибирского института пожарной безопасности. Кроме того с 2011 по 2013 год компании удалось завершить строительство нового корпуса для университета МЧС на Московском проспекте, 149.
В 2011 году «Мостострой № 6» приступил к выполнению реконструкции Американского моста в Санкт-Петербурге.
В 2012 году компания вела работы на 36 объектах. Среди прочих, в 2012 году был сдан в эксплуатацию новый мост через реку Широкая Салма на 1197 км автодороги «Кола» (Мурманская область) и реконструированный мост через реку Паша на 175 км федеральной трассы «Кола» (Ленинградская область).
В 2014 году компания планировала за свои средства реставрировать мемориальные комплексы «Цветок жизни» и «Разорванное кольцо».

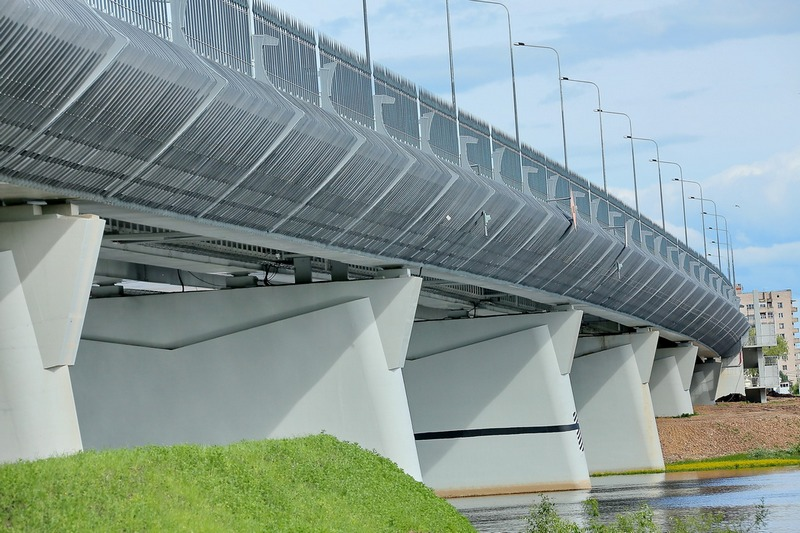
Деревяницкий мост через реку Волхов. 2016 год

По состоянию на 2015 год компания вела работы по реконструкции пересечения набережных Обводного канала с проспектом Обуховской Обороны (два контракта на общую сумму в 4,5 млрд рублей), достройке тоннеля на Синопской набережной (1,1 млрд), возведению развязки на углу Зеленогорского шоссе и Большого проспекта у железнодорожной станции «Репино» (2,1 млрд) и развязку на углу Пискарёвского — Непокоренных (2,9 млрд). Кроме того, компания занималась строительством Деревяницкого моста через реку Волхов в Великом Новгороде и постройкой нового здания Арбитражного суда неподалёку от Смольного.
По состоянию на 2016 год около 50 сотрудников участвовали в возведении системы охлаждения реактора второго энергоблока на Нововоронежской АЭС-2. До этого компания возвела башенную испарительную градирню высотой 172,5 м для первого энергоблока данной АЭС.

## Показатели деятельности
Чистая прибыль в 2009 года снизилась в 5,8 раза по сравнению 2008 годом — до 20,54 млн рублей. Чистя прибыль в 2011 году снизилась в 3,1 раза по сравнению с предыдущим годом до 35,37 миллиона рублей. В 2012 году выручка выросла на 30 % до 9 млрд рублей.
За 2014 год выручка компании составила 12,7 млрд рублей, чистая прибыль — 67 млн руб, а кредиторская задолженность — 5,1 млрд руб. 2015 год компания закончила с чистым убытком в 4 млрд рублей. На 1 января 2016 года долги компании составили 7,8 млрд рублей.

## Собственники и руководство после 2000 года
В начале 2000-х собственником компании стал миллиардер Игорь Минаков.
В январе 2014 года президентом компании стал генеральный директор Игорь Осипов. На вакантную должность был назначен Антон Новиков, который находился в данном кресле до 2014 года.
В мае 2014 года генеральным директором компании стал Дмитрий Тюрин. В 2014 году пакетом 40,8 % акций владел Дмитрий Тюрин, ещё 25 % владело основанное Тюриным ООО «Мост», 33,8 % — принадлежало Валерию Жорову, 7 % — Татьяне Жоровой. В совет директоров компании входили Валерий Жоров, Николай Кириллов, Игорь Кобзарев, Елена Кочергина, Игорь Минаков, Антон Новиков, Игорь Осипов и Константин Огородников.
С 2019 года генеральным директором компании является Нодар Асоев.